# Mistrzostwa Świata w Lekkoatletyce 2022 – sztafeta 4 × 400 m mężczyzn
Sztafeta 4 × 400 metrów mężczyzn – jedna z konkurencji biegowych rozgrywanych podczas lekkoatletycznych mistrzostw świata na Hayward Field w Eugene.
Tytuł mistrzowski z 2019 obroniła reprezentacja Stanów Zjednoczonych.

## Terminarz
Źródło: worldathletics.org.
| Data     | Godzina |            |
| -------- | ------- | ---------- |
| 23 lipca | 17:40   | Eliminacje |
| 24 lipca | 19:35   | Finał      |

## Rekordy
Tabela prezentuje rekord świata, rekord mistrzostw świata, rekordy kontynentów oraz najlepszy wynik na listach światowych w sezonie 2022 przed rozpoczęciem mistrzostw.
|                            | Państwo                                                                                    | Wynik   | Miejsce     | Data                  |
| -------------------------- | ------------------------------------------------------------------------------------------ | ------- | ----------- | --------------------- |
| Rekord świata              | Stany Zjednoczone · (Andrew Valmon, Quincy Watts, Butch Reynolds, Michael Johnson)         | 2:54,29 | Stuttgart   | 22 sierpnia 1993(dts) |
| Rekord mistrzostw świata   | Stany Zjednoczone · (Andrew Valmon, Quincy Watts, Butch Reynolds, Michael Johnson)         | 2:54,29 | Stuttgart   | 22 sierpnia 1993(dts) |
| Rekord Afryki              | Botswana · (Isaac Makwala, Baboloki Thebe, Zibane Ngozi, Bayapo Ndori)                     | 2:57,27 | Tokio       | 7 sierpnia 2021(dts)  |
| Rekord Ameryki Południowej | Brazylia · (Eronilde de Araújo, Cleverson da Silva, Claudinei da Silva, Sanderlei Parrela) | 2:58,56 | Winnipeg    | 30 lipca 1999(dts)    |
| Rekord Ameryki Północnej   | Stany Zjednoczone · (Andrew Valmon, Quincy Watts, Butch Reynolds, Michael Johnson)         | 2:54,29 | Stuttgart   | 22 sierpnia 1993(dts) |
| Rekord Australii i Oceanii | Australia · (Bruce Frayne, Darren Clark, Gary Minihan, Rick Mitchell)                      | 2:59,70 | Los Angeles | 11 sierpnia 1984(dts) |
| Rekord Azji                | Indie · (Muhammed Anas, Noah Nirmal Tom, Amoj Jacob, Arokia Rajiv)                         | 3:00,25 | Tokio       | 6 sierpnia 2021(dts)  |
| Rekord Europy              | Wielka Brytania · (Iwan Thomas, Jamie Baulch, Mark Richardson, Roger Black)                | 2:56,60 | Atlanta     | 3 sierpnia 1996(dts)  |
| Listy światowe             | Adidas ( Steven Gardiner, Quincy Hall, Erriyon Knighton, Grant Holloway)                   | 2:57,72 | Gainesville | 16 kwietnia 2022(dts) |

## Wyniki

### Eliminacje
Awans: 3 najlepsze sztafety z każdego biegu (Q) oraz 2 z najlepszymi czasami wśród przegranych (q).
Źródło: worldathletics.org.
| Pozycja | Bieg | Tor | Państwo           | Zawodnicy                                                                   | Czas    | Uwagi |
| ------- | ---- | --- | ----------------- | --------------------------------------------------------------------------- | ------- | ----- |
| 1.      | 1    | 6   | Stany Zjednoczone | Elija Godwin, Vernon Norwood, Bryce Deadmon, Trevor Bassitt                 | 2:58,56 | Q,    |
| 2.      | 1    | 5   | Japonia           | Fuga Sato, Kaito Kawabata, Julian Jrummi Walsh, Yuki Joseph Nakajima        | 3:01,53 | Q,    |
| 3.      | 1    | 3   | Jamajka           | Akeem Bloomfield, Jevaughn Powell, Karayme Bartley, Anthony Cox             | 3:01,59 | Q,    |
| 4.      | 2    | 4   | Belgia            | Julien Watrin, Dylan Borlée, Jonathan Sacoor, Kévin Borlée                  | 3:01,96 | Q,    |
| 5.      | 2    | 5   | Czechy            | Matěj Krsek, Pavel Maslák, Michal Desenský, Patrik Šorm                     | 3:02,42 | Q,    |
| 6.      | 2    | 1   | Polska            | Maksymilian Klepacki, Karol Zalewski, Mateusz Rzeźniczak, Kajetan Duszyński | 3:02,51 | Q,    |
| 7.      | 1    | 2   | Trynidad i Tobago | Dwight St. Hillaire, Jereem Richards, Asa Guevara, Kashief King             | 3:02,75 | q,    |
| 8.      | 2    | 8   | Francja           | Thomas Jordier, Loïc Prévot, Simon Boypa, Téo Andant                        | 3:03,13 | q,    |
| 9.      | 1    | 7   | Holandia          | Isayah Boers, Terrence Agard, Nick Smidt, Ramsey Angela                     | 3:03,14 | SB    |
| 10.     | 2    | 3   | Włochy            | Lorenzo Benati, Vladimir Aceti, Brayan Lopez, Edoardo Scotti                | 3:03,43 | SB    |
| 11.     | 2    | 6   | Niemcy            | Marvin Schlegel, Manuel Sanders, Marc Koch, Patrick Schneider               | 3:04,21 |       |
| 12.     | 1    | 8   | Indie             | Muhammed Anas, Muhammed Ajmal Variyathodi, Naganathan Pandi, Rajesh Ramesh  | 3:07,29 |       |
| 13.     | 2    | 7   | Botswana          | Isaac Makwala, Zibane Ngozi, Keitumentse Maitseo, Leungo Scotch             | 3:07,32 | qR    |
| 14 !    | 2    | 2   | Dominikana        |                                                                             | DNS     |       |
| 15 !    | 1    | 4   | Południowa Afryka |                                                                             | DNS     |       |

### Finał
Źródło: worldathletics.org.
| Pozycja | Tor | Państwo           | Zawodnicy                                                                   | Czas    | Uwagi |
| ------- | --- | ----------------- | --------------------------------------------------------------------------- | ------- | ----- |
| 01 !    | 6   | Stany Zjednoczone | Elija Godwin, Michael Norman, Bryce Deadmon, Champion Allison               | 2:56,17 | WL    |
| 02 !    | 8   | Jamajka           | Akeem Bloomfield, Nathon Allen, Jevaughn Powell, Christopher Taylor         | 2:58,58 | SB    |
| 03 !    | 5   | Belgia            | Dylan Borlée, Julien Watrin, Alexander Doom, Kévin Borlée                   | 2:58,72 | SB    |
| 4.      | 3   | Japonia           | Fuga Sato, Kaito Kawabata, Julian Jrummi Walsh, Yuki Joseph Nakajima        | 2:59,51 | AR    |
| 5.      | 9   | Trynidad i Tobago | Dwight St. Hillaire, Jereem Richards, Shakeem Mc Kay, Asa Guevara           | 3:00,03 | SB    |
| 6.      | 1   | Botswana          | Zibane Ngozi, Leungo Scotch, Isaac Makwala, Bayapo Ndori                    | 3:00,14 | NR    |
| 7.      | 2   | Francja           | Thomas Jordier, Loïc Prévot, Simon Boypa, Téo Andant                        | 3:01,35 | SB    |
| 8.      | 4   | Czechy            | Matěj Krsek, Pavel Maslák, Michal Desenský, Patrik Šorm                     | 3:01,63 | NR    |
| 9.      | 7   | Polska            | Maksymilian Klepacki, Karol Zalewski, Mateusz Rzeźniczak, Kajetan Duszyński | 3:02,51 | SB    |